# Topotekan
Topotekan je kemijski spoj, vodotopivi semisintetski derivat prirodnog alkaloida kamptotekina, koji se koristi kao citostatik (antineoplastik) u liječenju određenih malignih bolesti (karcinom jajnika, karcinom pluća).
Topotekan zajedno s irinotekanom spada u lijekove koji inhibiraju enzim topoizomeraza I, koji sudjeluje u replikaciji DNK.
|  | Molimo pročitajte upozorenje o korištenju medicinskih informacija. Ne provodite liječenje bez savjetovanja s liječnikom! |